# 高橋幸平
高橋 幸平（たかはし こうへい、1949年3月2日 - ）は、元テレビ西日本のアナウンサー。血液型A型。

## 経歴
愛媛県新居浜市出身。神奈川大学卒業後1972年テレビ西日本に入社。『TNCスーパータイム NEWS&SPORTS』など、夕方ローカルニュースのメインキャスターを務めた後、長く編成制作局アナウンス部長（2006年に組織再編が実施されて現在の肩書きに。再編前は解説委員室長の肩書きだった）として、局の報道番組プロデューサーやフジテレビ系列アナウンス用語委員も務めたが、定年により2008年度いっぱいで退職、その任を田久保尚英に譲った。
九州龍谷短期大学人間コミュニティ学科教授だったが、後に退職した。

## 過去の担当番組
- TNCモーニングワイド
- TNCニュースレポート11:30
- テレポートTNC
- TNCスーパータイム NEWS&SPORTS（1986年1月 - 1997年3月）
- TNC NEWS ザ・ヒューマン（1997年3月 - 1998年3月）
- TNCスーパーニュース（1998年3月 - 10月）
- TNCジャーナル（プロデューサー）
- 競馬中継

## 主な実況歴（判明分）
- 小倉日経賞（1977年）[2]
- 小倉大賞典（1985年）
- 小倉記念（1985年）
- テレビ西日本賞北九州記念（1985年）